# Triumphtor

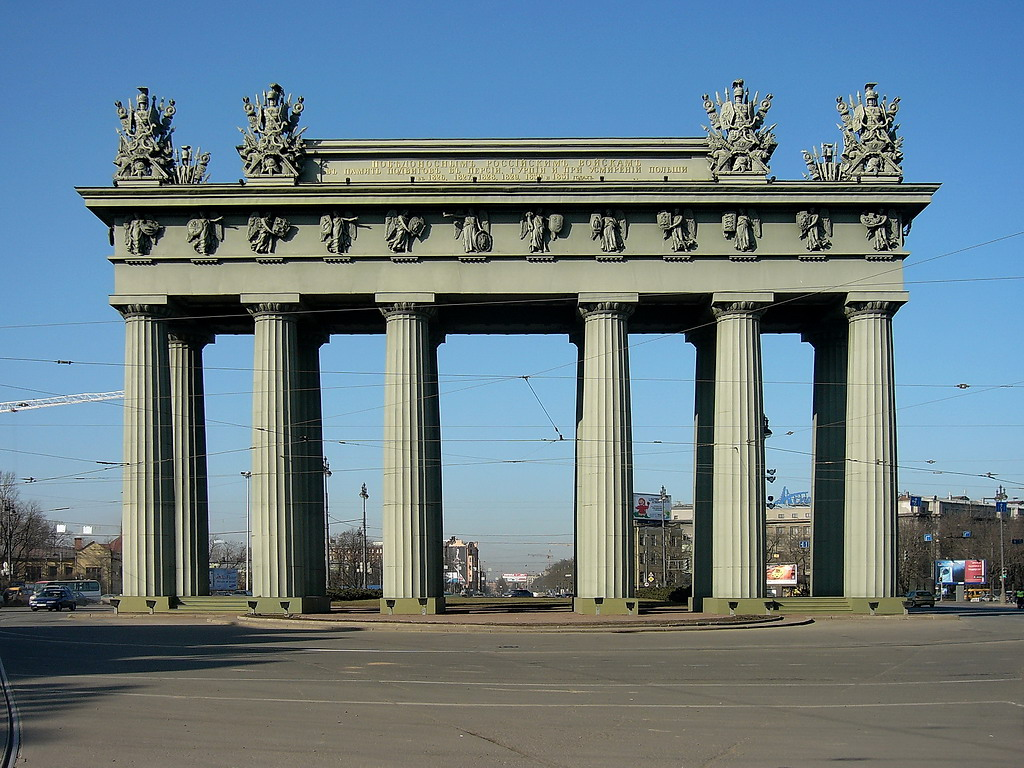
Moskauer Triumphtor in Sankt Petersburg

Mit dem Begriff Triumphtor werden im architektonischen Sprachgebrauch repräsentative Torbauten der Neuzeit, selten auch der Antike belegt, die – anders als ein Triumphbogen – entweder mit einem horizontalen Architrav abschließen oder aber nicht freistehen, sondern in seitliche Mauern oder zwischen andere Gebäude eingebunden sind und somit von vornherein als funktionaler Durchgang geplant waren.

## Beispiele
Ein antikes Beispiel ist das als Stadttor fungierende Hadrianstor in Antalya.
Aus mittelalterlicher Zeit ist das vom Stauferkaiser Friedrich II. in den 30er Jahren des 13. Jahrhunderts in Auftrag gegebene, in Zeichnungen und Beschreibungen überlieferte, aber nicht mehr existente Brückentor in der kampanischen Stadt Capua zu nennen. Auch das im Jahre 1460 im Stil der Frührenaissance errichtete Tor zum Arsenal von Venedig wird regelmäßig als Triumphtor bezeichnet. 
Für die Neuzeit sind vor allem zu erwähnen die im 16. und frühen 17. Jahrhundert entstandenen Triumphtore der mauerumfriedeten bretonischen Pfarrbezirke und das zur Zeit Friedrichs des Großen in den 1760er Jahren im Stil des Hochbarock errichtete Mitteltor der Kolonnaden am Neuen Palais in Potsdam, das den als Argentarierbogen bezeichneten Durchgang zu Ehren des Kaisers Septimius Severus am ehemaligen Forum Boarium in Rom zum Vorbild hat. Das in den Jahren 1850/51 ebenfalls in Potsdam erbaute Triumphtor am Winzerpark nimmt dagegen eindeutig auf den antiken Argentarierbogen Bezug. Auch das Brandenburger Tor in Berlin (1788–1791) und das Moskauer Triumphtor in Sankt Petersburg (1834–1838) sind  in diesem Zusammenhang zu nennen. Ein anschauliches Beispiel stellt außerdem das 1817 errichtete Waterloo-Tor in Osnabrück als Durchgang durch die alte Stadtmauer dar. 

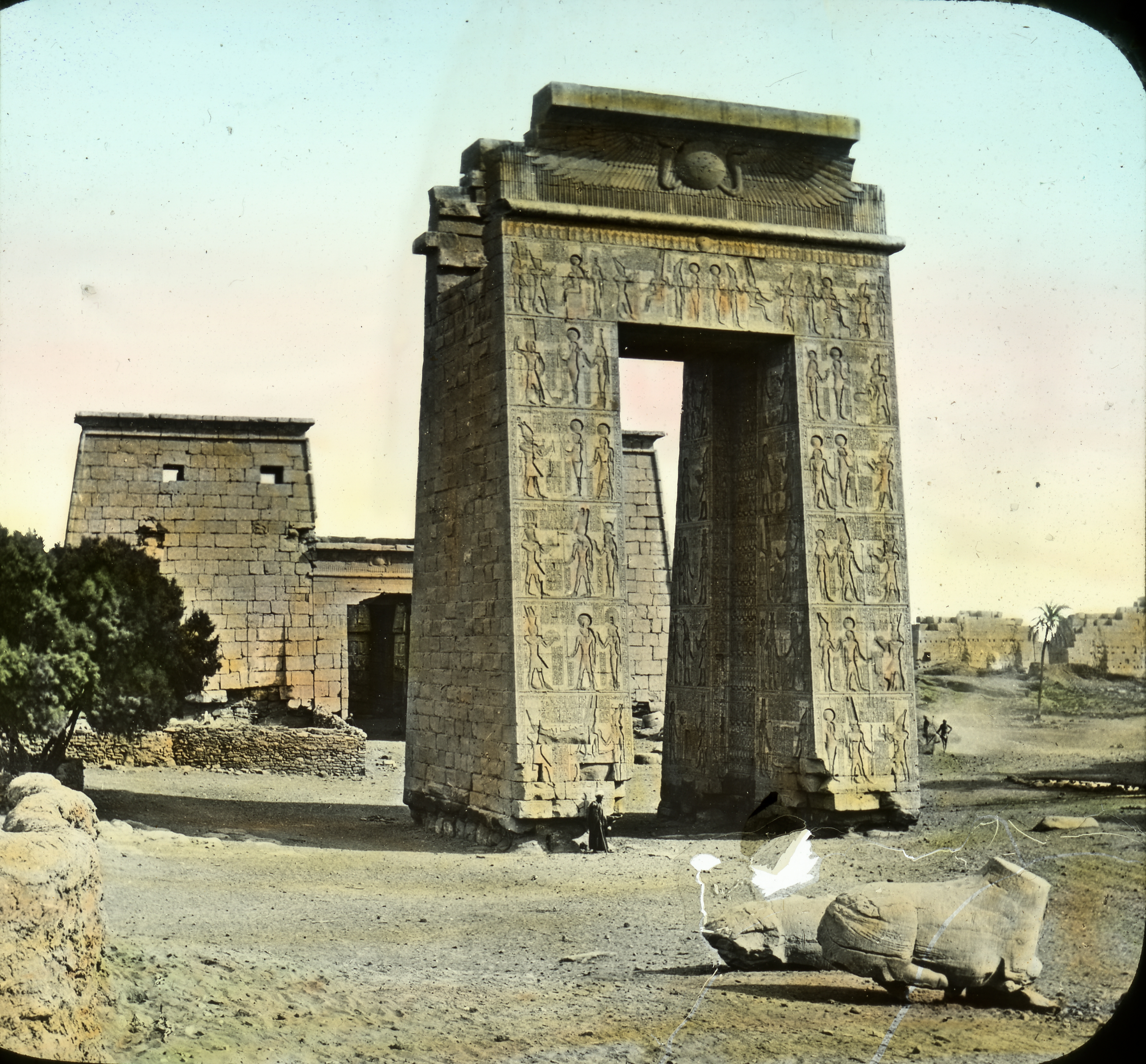
Tor des Karnak-Tempels
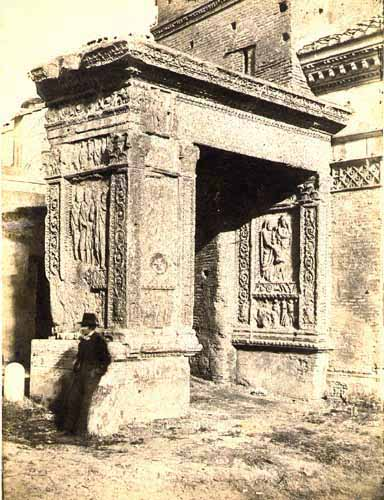
Argentarierbogen (Rom)
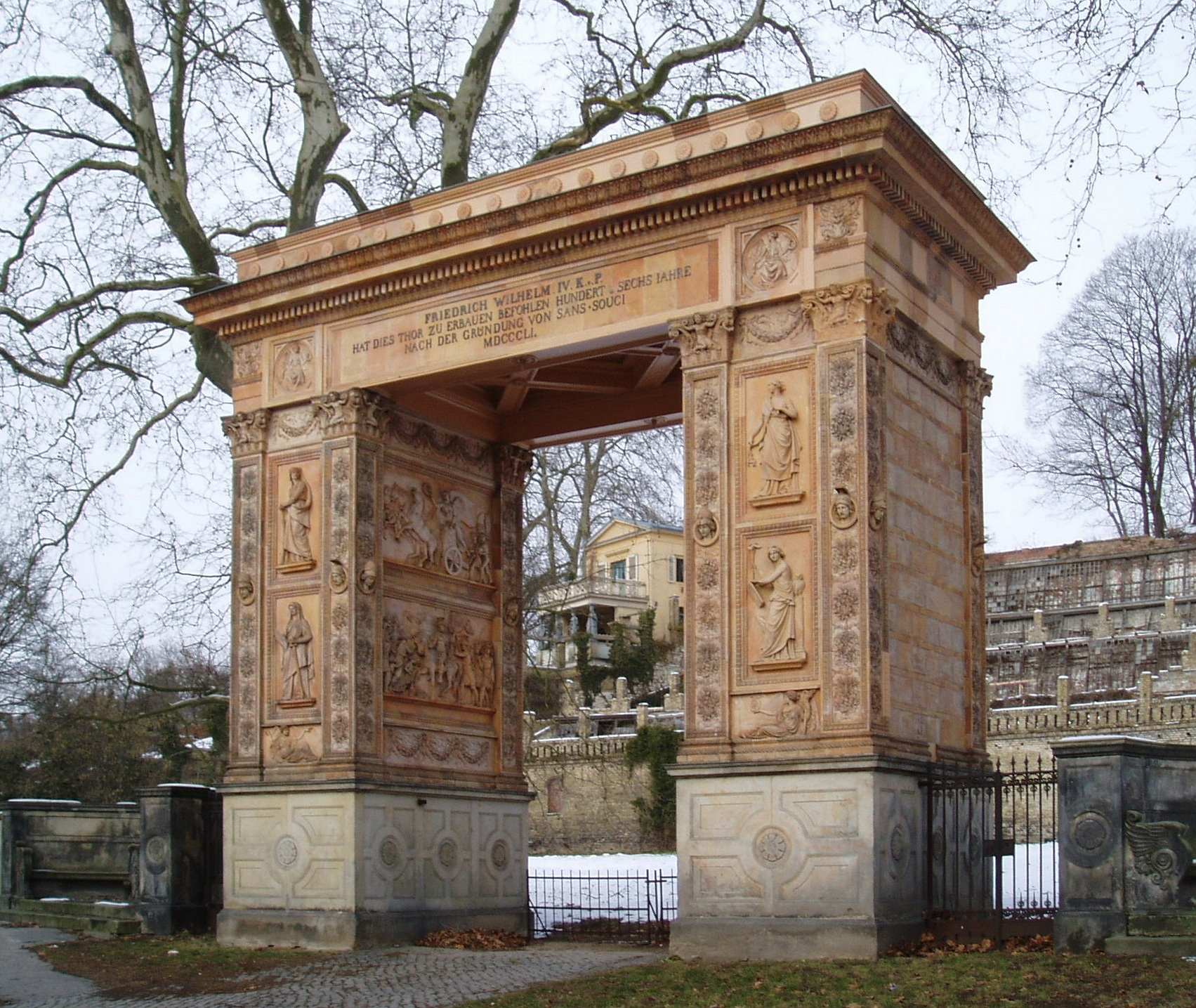
Triumphtor (Potsdam)
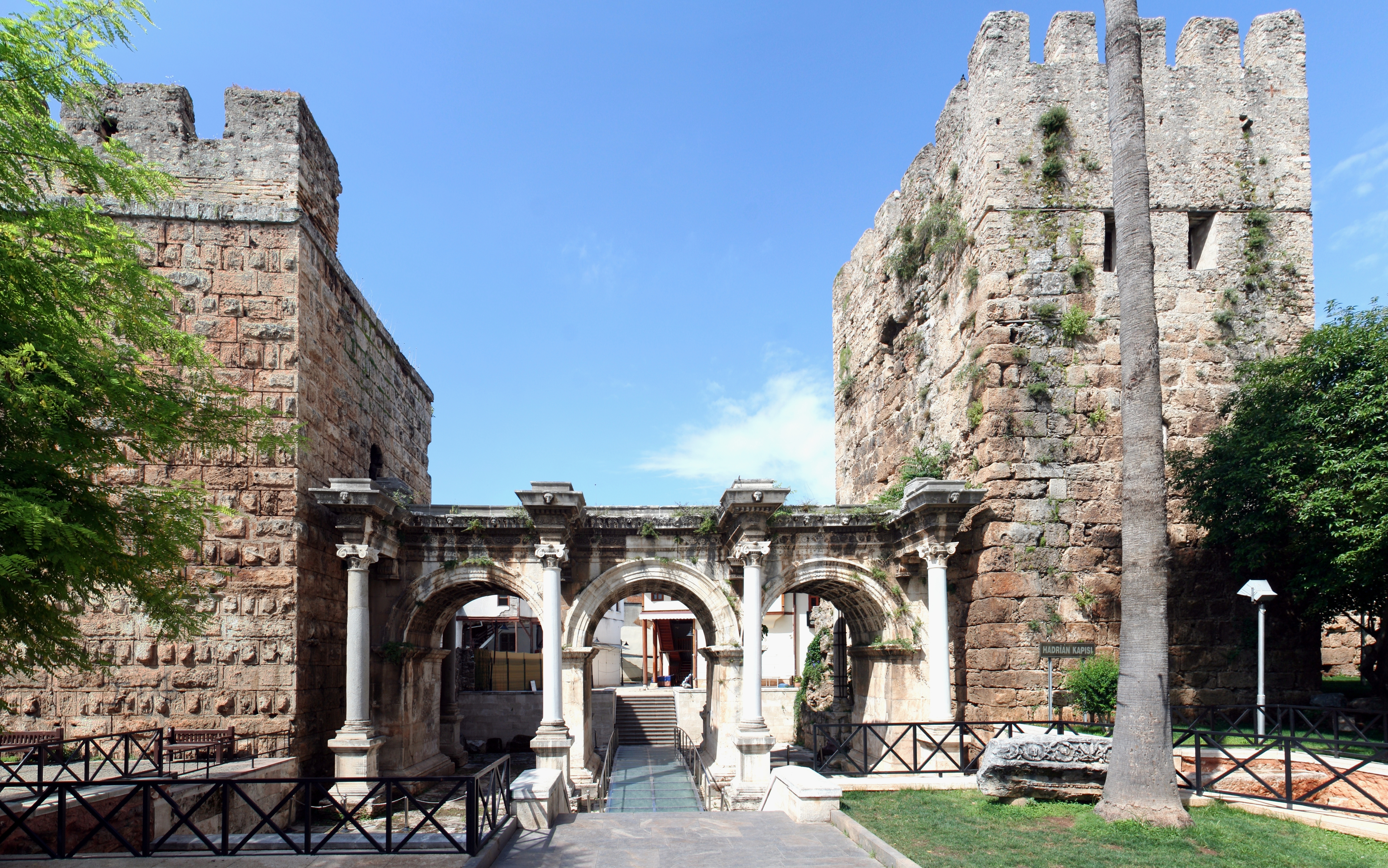
Hadrianstor (Antalya)
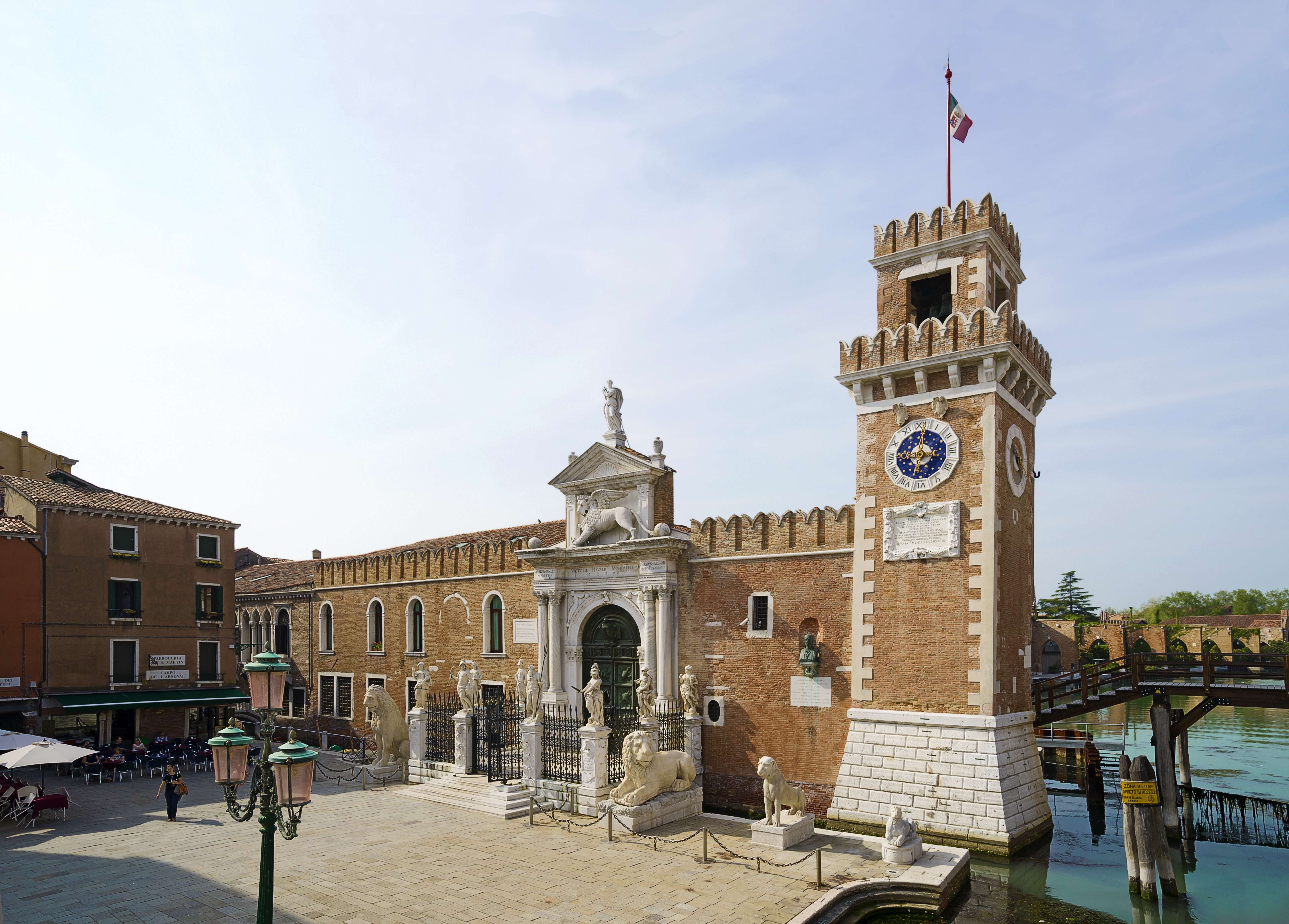
Arsenal von Venedig
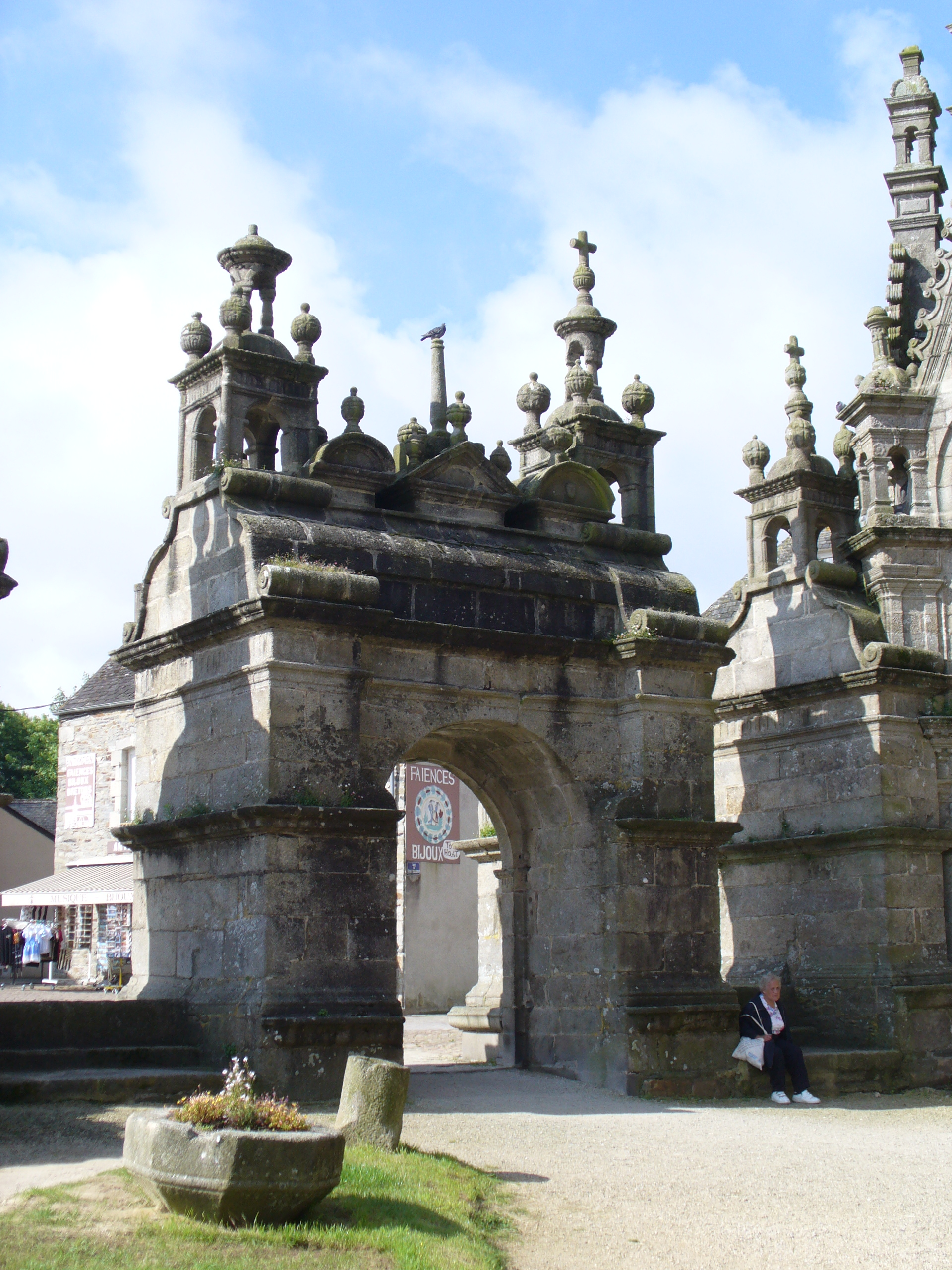
Saint-Thégonnec
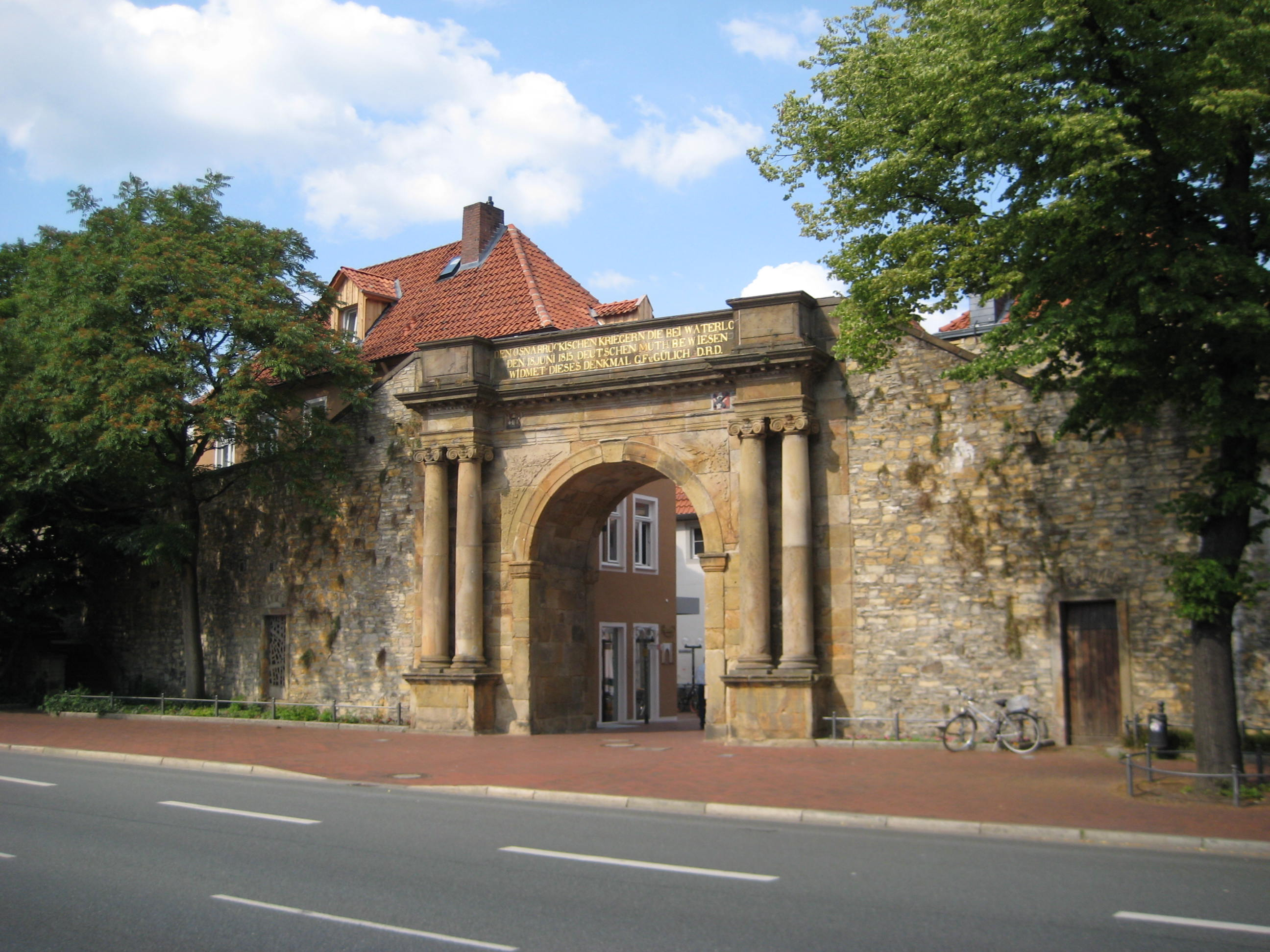
Waterloo-Tor (Osnabrück)